# Beauceron
Beauceron (berger de beauce) är en hundras från Frankrike. Ursprungligen är den en vallande herdehund och boskapshund. Den har fått sitt namn efter landskapet Beaucé mellan floderna Seine och Loire. Den härstammar från samma hundtyp som också finns i dobermann. I Frankrike och Belgien hör beauceron till de populäraste hundraserna.

## Historia
Från mitten av 1800-talet räknades den korthåriga berger de beauce och den långhåriga berger de brie (briard) som två hårlagsvarianter av samma hundtyp. Beauceron fanns med på den första franska hundutställningen 1863. 1897 bildades en rasklubb i hemlandet för båda varianterna, då tillkom även rasstandarden. 1911 delades de i två raser och beauceron fick en egen rasklubb, Club des Amis de Beauceron. Efter första och andra världskriget var rasen närapå utdöd. Rasen fick byggas upp på nytt utifrån femtio utvalda rastypiska hundar.

## Egenskaper
I hemlandet sätter man fortfarande värde på beauceron som vallhund. Den används även som tjänstehund inom militär och polis. Den är framgångsrik inom flera olika tävlingsgrenar; lydnad, rallylydnad, nosework, dragprov och bruksprov. För att uppnå utställningschampionat krävs meritering inom bruksprov.
Beauceroner skall ha ett rättframt och klokt uppträdande utan att visa rädsla eller oro. De är lättlärda och har snabba reaktioner vilket ibland kan upplevas som något svårhanterligt för förstagångsbeauceronägare. Rasen är full av energi och anses som en pålitlig familjehund så länge den får utlopp för sina behov av fysisk och mental aktivering. Beauceroner är ofta fysiskt oömma och kan upplevas som ganska stökiga som unghundar, speciellt med tanke på deras storlek och energi. 

## Utseende
Till utseendet kan den beskrivas som ett mellanting mellan dobermann och rottweiler. Den skall vara kraftfull utan att verka tung.